# Thompson (Iowa)
Thompson és una població dels Estats Units a l'estat d'Iowa. Segons el cens del 2000 tenia 596 habitants.

## Demografia
Segons el cens del 2000, Thompson tenia 596 habitants, 261 habitatges, i 169 famílies. La densitat de població era de 264,5 habitants/km².
Dels 261 habitatges en un 28,4% hi vivien nens de menys de 18 anys, en un 50,6% hi vivien parelles casades, en un 11,5% dones solteres, i en un 35,2% no eren unitats familiars. En el 30,7% dels habitatges hi vivien persones soles el 16,5% de les quals corresponia a persones de 65 anys o més que vivien soles. El nombre mitjà de persones vivint en cada habitatge era de 2,28 i el nombre mitjà de persones que vivien en cada família era de 2,76.
Per edats la població es repartia de la següent manera: un 23,5% tenia menys de 18 anys, un 9,9% entre 18 i 24, un 25,7% entre 25 i 44, un 20,1% de 45 a 60 i un 20,8% 65 anys o més.
L'edat mediana era de 38 anys. Per cada 100 dones de 18 o més anys hi havia 90 homes.
La renda mediana per habitatge era de 32.868 $ i la renda mediana per família de 39.688 $. Els homes tenien una renda mediana de 27.727 $ mentre que les dones 21.630 $. La renda per capita de la població era de 18.919 $. Entorn del 8,4% de les famílies i el 9,6% de la població estaven per davall del llindar de pobresa.

## Poblacions més properes
El següent diagrama mostra les poblacions més properes.